# 平三村
平三村（へいさんむら）は、かつて千葉県市原郡に存在し、昭和の大合併により廃止された村。現在の市原市南部（南総地区）に所在していた。

## 地理
市原郡（郡域はほぼ現在の市原市と重なる）の東南端に位置する村で、南北に2里近いという細長い村域を有していた。1916年（大正5年）時点では、北に内田村、長生郡庁南町、東に長生郡西村、南に夷隅郡上瀑村、里見村、西に富山村、鶴舞町と接していた。
1916年（大正5年）に編纂された『千葉県市原郡誌』によれば、平蔵（へいぞう）・米原（よねはら）・小草畑（こくさばた）の3区（いずれも町村制以前の旧村＝大字）からなっていた。村の北部が平蔵、南東部（平蔵川上流部）が米原、南西部が小草畑にあたる。これらの3つの大字の名称は、現在の市原市の大字として存続している。
房総丘陵中の村で、米原の南方（夷隅郡との郡境）は浅間山、平蔵の北東（長生郡との郡境）は野見金山（野見金野）の山域である（いずれも山頂は村域外）。東部に平蔵川が流れており、西南部の小草畑に小草畑川が流れる（いずれも養老川水系）。丘陵が錯綜しており平地に乏しく、平蔵川・小草畑川も渓流であって低い位置にあるため、1916年（大正5年）時点では水田のための水利を得にくかったという。

## 歴史
平三村は、町村制施行に伴い、市原郡平蔵村・米原村・小草畑村が合併して発足した。各村（各大字）の詳細については、それぞれの項目を参照のこと。

### 前史

#### 前近代
平蔵には10世紀（平安時代）に土橋平蔵という武士が土着したと伝えられ、土橋氏は戦国期まで近隣を支配したという。米原には14世紀末（室町時代）創建の大通寺がある。平三村域の中では小草畑の開発が最も遅れたらしいが、16世紀末（安土桃山時代）には寺が所在している。

#### 明治初年から町村制施行まで
大政奉還後の明治元年（1867年）、平蔵村・米原村は鶴舞藩領となる。小草畑村ははじめ菊間藩領であったが鶴舞藩に管轄が移されたという。明治4年（1871年）の廃藩置県・府県統合後は木更津県所属となり、1873年（明治6年）の千葉県設置によりその所属となった。
この一帯は大区小区制の下で千葉県第5大区に属した。郡区町村編制法以後は、平蔵・米原・山小川の3村と、新井・吉沢・小草畑の3村による連合戸長役場がそれぞれ置かれた。

### 村史
1889年（明治22年）の町村制施行に伴い、平三村が発足した。『明治22年千葉県町村分合資料』によれば、新村発足の過程では平蔵村が最大の村であるとして新村名も「平蔵村」としていたが、1889年（明治22年）2月8日付で新村名を「平三村」と届け出が出されている。この届け出では「平三」に「ヘイゾウ」と読み仮名を振っているが、1916年（大正5年）に編纂された『千葉県市原郡誌』では読み方は「ヘイサン」となっており、現在（2021年9月時点）旧村名を残す施設も「へいさん」と呼称している。

### 町村制施行以後の行政区画変遷年表
- 1889年（明治22年）4月1日 - 町村制施行に伴い、平蔵村・米原村・小草畑村が合併し市原郡平三村が発足。
- 1954年（昭和29年）- 11月15日 - 戸田村、内田村、鶴舞町、牛久町と合併して南総町となり消滅。
- 1967年（昭和42年）10月1日 - 南総町と加茂村が市原市へ編入。南総町は消滅。

## 人口
1912年（大正元年）の統計で、現住戸数・人口は351戸・2272人。

## 経済・産業
1916年（大正5年）に編纂された『千葉県市原郡誌』によれば、平三村は農村であり、農業で生計を立てるものが大半であるとしている。1912年（大正元年）の統計によれば、農業生産額が9万5745円で、うち米8万2191円、麦4171円という。
『千葉県市原郡誌』によれば、市原郡内で林業に見るべきものがあるとされる村の一つで、農家の副業として炭焼が行われ、近隣の需要を満たすほか東京にも出荷されている（村の炭の生産額2万5600円）。工業としては竹細工・蓆・蓑の生産が挙げられる。商業は農家の需要を満たす小売業者以外に特筆すべきものはない。
村には、1899年（明治32年）設立の小草畑銀行があった。小草畑銀行は、金融恐慌下の1927年（昭和2年）に茂原町に移転ののち上総銀行に経営を譲渡している。

## 交通

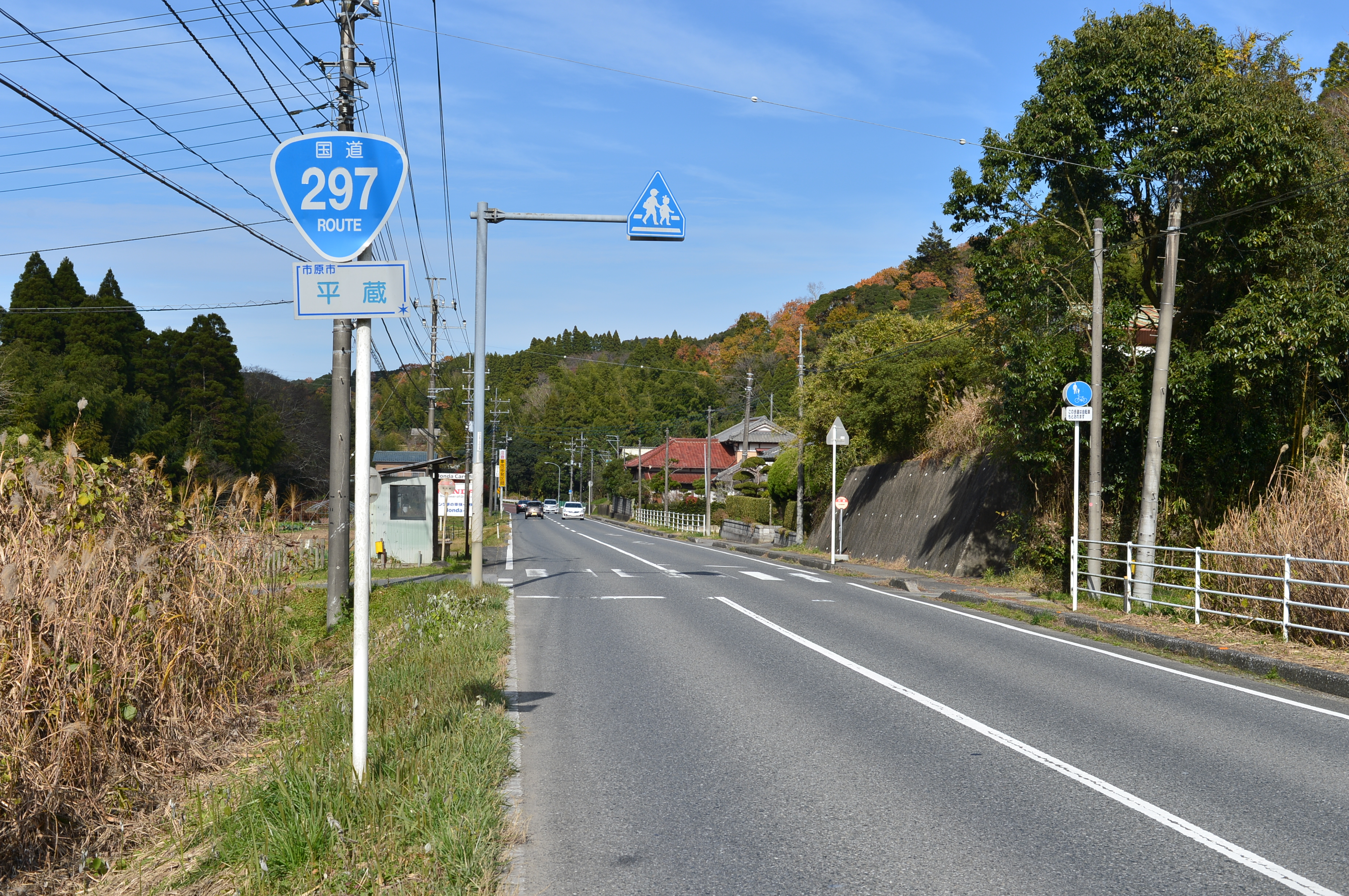
平蔵地区の西願寺付近を通る大多喜街道（国道297号）。2015年撮影。

1916年（大正5年）に編纂された『千葉県市原郡誌』では、郡の辺境に位置して丘陵に囲まれ、交通は不便であるとする。1898年（明治31年）に村の東部に県道が開通し、1910年（明治43年）に長生郡西村に通じる枢要里道が設けられたことにより、貨物運搬に荷馬車を用いられるようになったという。
なお、2023年9月現在、平三村の旧村域内を通過する国道・千葉県道は以下である。
- 国道297号
- 千葉県道148号南総一宮線

## 教育

### 平三小学校

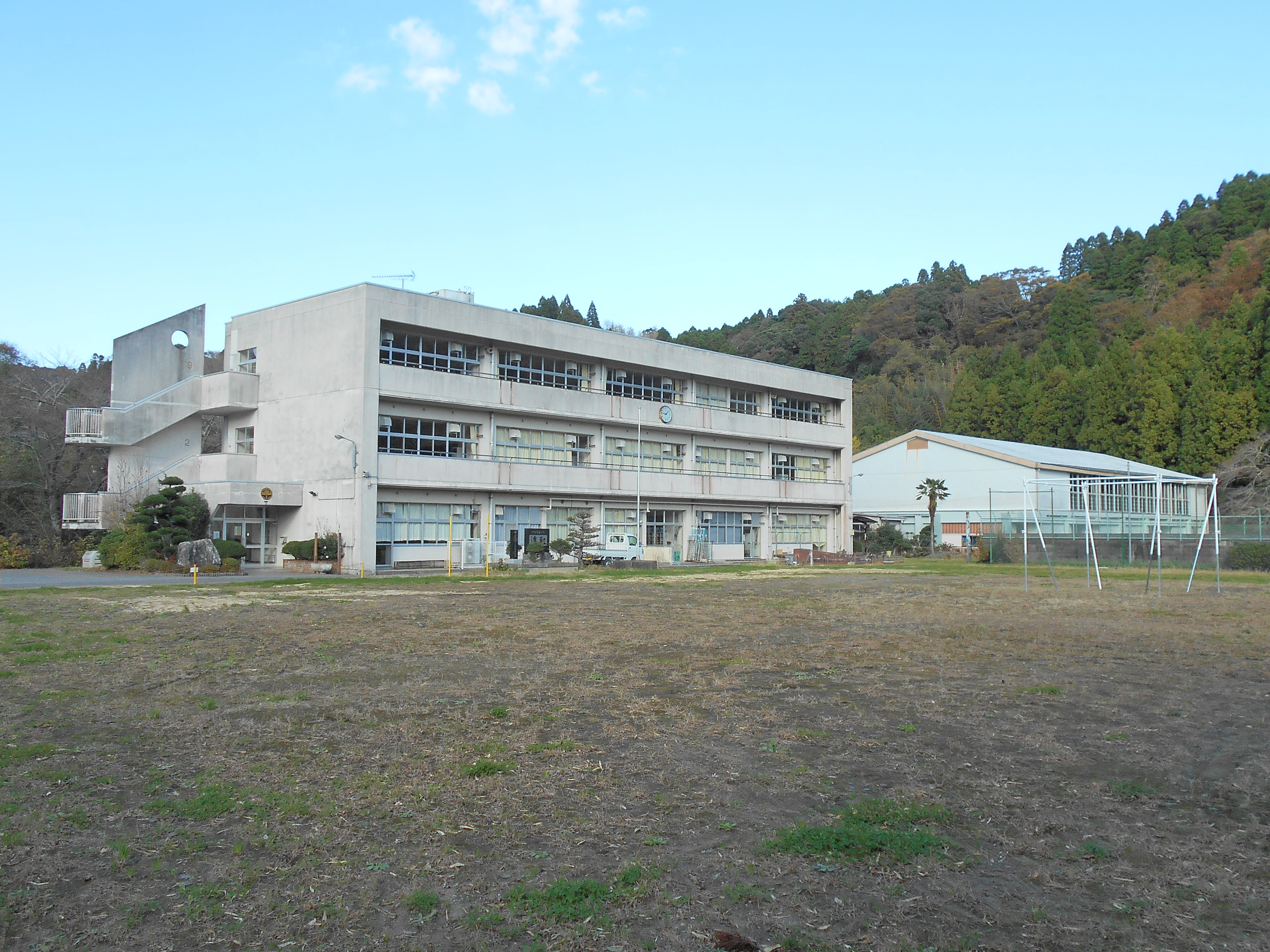
旧平三小学校（廃校後の2017年撮影）。校舎は「市原市立平三小学校」時代の1980年建築。

村の小学校として、平蔵地区に平三小学校があった。1876年（明治9年）を創立年とし、町村合併により平三村立から南総町立・市原市立と移行し、2016年（平成28年）3月に閉校。2021年現在は地域活性化の拠点施設「集い広場 へいさん」となっている。
明治から昭和初期にかけては、3つの旧村（大字）ごとに校舎（分教場）があり、組織としての学校は合併と分離・独立を繰り返した。1916年（大正5年）の『千葉県市原郡誌』の編纂時点では、大字ごとに米原尋常小学校・小草畑尋常小学校・平蔵尋常小学校が存在していた。
平蔵地区の小学校は、1876年（明治9年）に「二十二番平蔵小学校」として創立。1887年（明治20年）に平蔵尋常小学校が設立され、米原に分校を置いた。平三村が発足した1889年（明治22年）に、本校・米原分校・小草畑尋常小学校を合併し「平三尋常小学校」が発足した（「集い広場へいさん」サイトの掲げる学校沿革では「平三尋常小学校」の発足は1890年（明治23年））。しかし1893年（明治26年）に「平三尋常小学校」は「分裂」して大字ごとに分かれ、平蔵地区にあった小学校は再び「平蔵尋常小学校」となった（「集い広場へいさん」の掲げる学校沿革では、「分離」は1892年（明治25年））。
「分裂」の事情について、小草畑に関しては、集落から本校まで1里あまりと遠かったために児童を案じた有志が対策を講じ、1891年（明治24年）に小草畑に仮校舎（有志宅を教場とした）を設け、1893年（明治26年）に「小草畑尋常小学校」として独立したと『千葉県市原郡誌』に記されている。米原尋常小学校についても、1890年（明治23年）の時点で仮校舎をあらためて新校舎を設立したとある。平蔵尋常小学校は1908年（明治41年）に仮校舎をあらためて新校舎を建てた。
1925年（大正14年）に学校としては統合され、大字ごとに3つの教場を置く体制になったと見られる。1933年（昭和8年）に木造新校舎が現在地に落成したのを機に、分校舎も統合された。以後、1941年（昭和16年）に「平三国民学校」、1947年（昭和22年）に「平三小学校」と変遷している。

## 寺社
- 熊野神社（平蔵） - 村社。寛永9年鎮座[26]。
- 大通寺（米原） - 曹洞宗。応永7年創立[27]。
- 西願寺（平蔵） - 天台宗。中世に当地の領主である土橋平蔵が創立したと伝える[28]。

## その他施設
- 平三簡易郵便局[16]